# Cinco puntos de la arquitectura moderna
Los cinco puntos de la arquitectura moderna (Les Cinq Points d'une Architecture Nouvelle) es un manifiesto arquitectónico realizado por Le Corbusier y su primo y colaborador Pierre Jeanneret en 1926-27.

## Los cinco puntos
Le Corbusier desarrolló un conjunto de principios arquitectónicos que dictaban su técnica, que llamó «los cinco puntos de la arquitectura moderna» (en francés: les cinq points de l'architecture moderne). Se considera que su ejemplo más evidente es su Villa Savoye. Los cinco puntos son:
- Pilotis: la sustitución de los muros de carga por una cuadrícula de pilares de hormigón armado que soportan la carga estructural es la base de la nueva estética. La planta baja se transforma en un espacio despejado destinado a las circulaciones, se suprimen los locales oscuros y húmedos, el jardín pasa por debajo del edificio y ocupa su terraza.
- El diseño libre de la planta (planta libre) significa que el edificio no tiene restricciones en su uso interior. La eliminación de los muros de carga permitida por las estructuras de pilares y forjados de acero u hormigón armado libera el espacio, por tanto la distribución se hace independiente de la estructura.
- El diseño libre de la fachada separa el exterior del edificio de su función estructural y libera la fachada de las limitaciones estructurales. Con pilares alejados de las fachadas y forjados en voladizo, la fachada se convierte en una piel delgada de muros ligeros y de aperturas colocadas independientemente de la estructura.
- La ventana horizontal, que atraviesa la fachada a lo largo de toda su longitud, ilumina las habitaciones equitativamente. También es permitida por las estructuras de pilares y forjados que suprimen la necesidad de dinteles.
- Los techos ajardinados pueden tener un uso doméstico al mismo tiempo que proporcionan protección esencial al techo plano de hormigón.[6] Esto significa, a la vez que la renuncia al techo tradicional inclinado, que el techo-terraza se hace accesible y puede servir de solárium, de pista de deporte o de piscina.

También había un sexto punto, pero de menor importancia, porque hacía referencia más bien a la estética: es el de la eliminación de la cornisa. Le Corbusier también hizo referencia a los armarios que ocupan el interior del edificio y a la distribución de los muebles.
Estos cinco puntos en realidad retomaban los principios constructivos desarrollados en los Estados Unidos por la escuela de Chicago bajo la influencia de las enseñanzas de Viollet-le-Duc. Retomadas parcialmente en Europa por los arquitectos del modernismo (por ejemplo, Hector Guimard, cuya École du Sacré-Cœur construida en París en 1895 respeta ya cuatro de los cinco puntos del constructor suizo, solo el techo sigue siendo inclinado), mezclándolos con los principios del movimiento higienista de finales del siglo XIX y principios del siglo XX, que pretendían una exposición máxima al sol con el objetivo de luchar contra la tuberculosis. La aportación esencial de Le Corbusier consiste en una sistematización de sus teorías. Muchísimos edificios del Movimiento Moderno, y posteriormente del Estilo Internacional, respetarían estos «cinco puntos de la arquitectura moderna».

## Villa Savoye

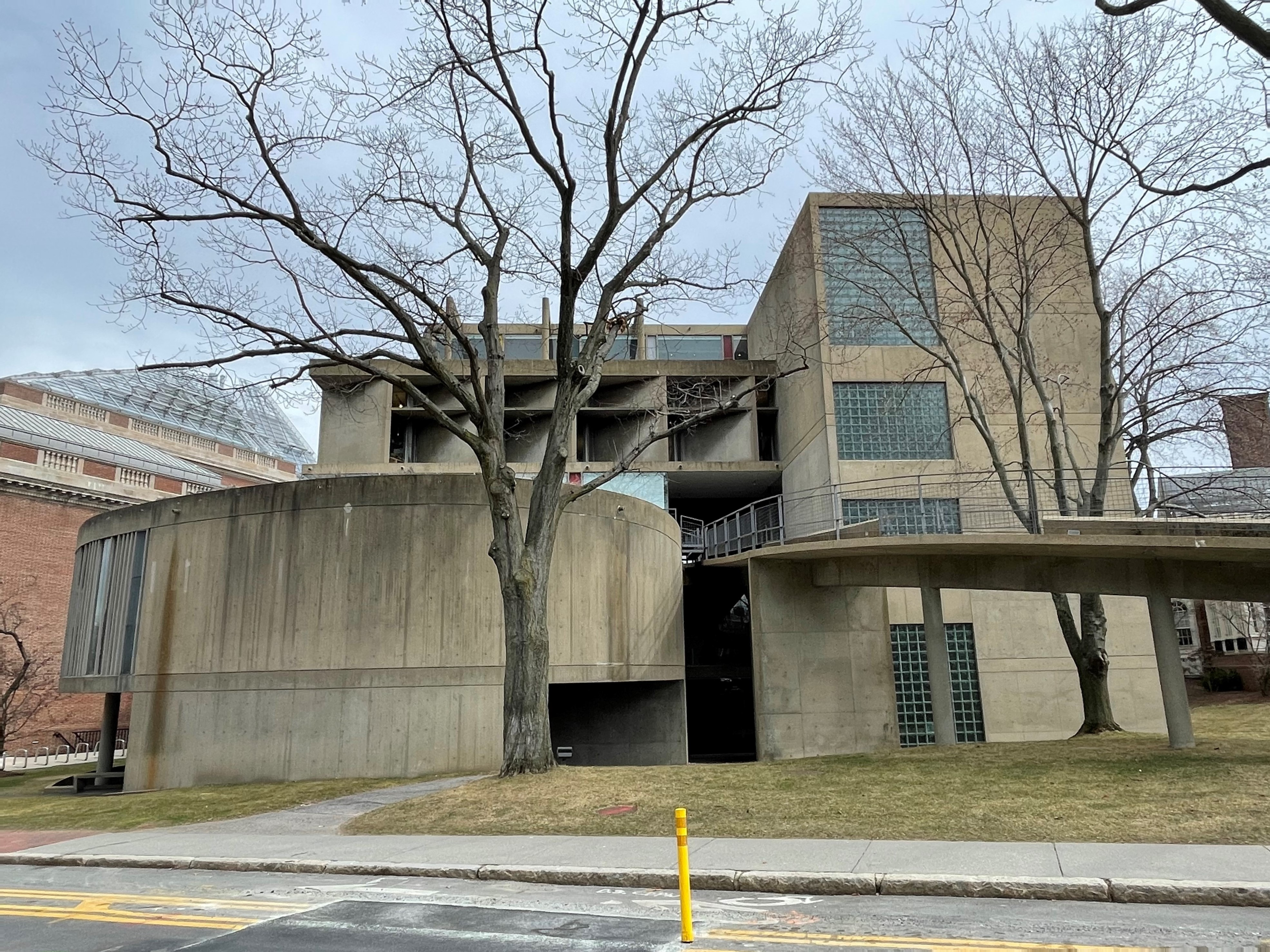
El Carpenter Center.

Fue la Villa Savoye de Le Corbusier (1929–1931) la que resumió más sucintamente los cinco puntos que había expuesto en la revista L'Esprit Nouveau y en su libro Hacia una arquitectura, que había estado desarrollando durante toda la década de 1920. Primero, Le Corbusier elevó el volumen del edificio por encima del terreno, sosteniéndolo con pilotis, zancos de hormigón armado. Estos pilotis, que proporcionan apoyo estructural a la casa, le permitieron dilucidar sus dos puntos siguientes: una fachada libre, que significa que los muros no fueran de carga por lo que se pudieran diseñar como quisiera el arquitecto, y una planta libre, que significa que la superficie se pudiera configurar libremente en habitaciones sin preocupaciones por los muros de apoyo. La segunda planta de la Villa Savoye incluye largas tiras de ventanas que permiten vistas sin obstrucciones del gran jardín que la rodea, y constituyen su cuarto punto. El quinto punto era el techo ajardinado que compensa la zona verde consumida por el edificio y lo sustituye en el techo. Una rampa que se eleva desde la planta baja hasta la terraza de la tercera planta permite un «paseo arquitectónico» a través de la estructura. Las barandillas tubulares blancas recuerdan la estética industrial de «transatlántico» que tanto admitaba Le Corbusier. La entrada de coches alrededor de la planta baja, con su trayectoria semicircular, mide el radio de giro exacto de un automóvil Citroën de 1927.

## Carpenter Center
El Carpenter Center for the Visual Arts (1963), situado en la Universidad de Harvard, fue el único edificio diseñado por Le Corbusier en los Estados Unidos, y también quiso incorporar sus cinco puntos en el diseño del edificio.

## Algunos edificios que respetan loscinco puntos
- Le Corbusier
  - 1923: Villa Le Lac
  - 1928-1931: Villa Savoye
  - 1947-1952: Las Cités Radieuses y unités d'habitation
  - 1952-1965: Convento de Santa María de La Tourette